# Ahvahok
Az ahvahok (önelnevezésük ашвадо / asvado, avarul гӀахъвалал / g’ahvalal) a Kaukázusban, Oroszország, azon belül a Dagesztáni Köztársaság déli részén, az Avar és az Andi folyók mellékén élő kis avar népcsoport.

## Jellemzőik
Számuk összesen 8000 főre tehető (2000), Ahvah és Samil kerület néhány településén élnek. Nyelvük, az írásbeliséggel nem rendelkező, a kaukázusi nyelvek nah-dagesztáni, annak is dagesztáni ágához tartozó ahvah nyelvnek két, egymástól határozottan elkülönülő dialektusa, az Ahvahban beszélt északi és a Samilban beszélt déli ahvah ismert.
A szunnita muszlim ahvahokra az 1930-as években figyelt fel a nyelvészet és a néprajztudomány, de a szovjet-orosz tudósok többsége továbbra is az avarok egyik kevéssé elkülönülő csoportjaként kezelte őket. Mára ezt jobbára tényként fogadhatjuk el, tekintve, hogy az ahvahok nagy része asszimilálódott a többségi avarságba.